# Elecciones generales de Granada de 2008
Las elecciones generales de Granada de 2008 tuvieron lugar el 8 de julio del mencionado año con el objetivo de renovar los 15 escaños de la Cámara de Representantes, con base en cuya composición se integró el Senado, configurando el Parlamento de Granada para el período 2008-2013. Se trató de los séptimos comicios que tenían lugar en Granada desde su independencia del Reino Unido en 1974, así como los sextos desde la invastión estadounidense de 1983. Fueron también las decimocuartas elecciones bajo sufragio universal en el país.
El gobernante Nuevo Partido Nacional (NNP), encabezado por el primer ministro Keith Mitchell, buscaba un cuarto mandato en el poder, inédito en la historia del país, y centró su campaña en la continuidad de las políticas económicas llevadas a cabo hasta entonces como una garantía para la inversión extranjera y el desarrollo. Sin embargo, el período previo a las elecciones estuvo marcado por acusaciones de corrupción en el entorno de Mitchell, algunas de las cuales señalaron al propio primer ministro. Aunque una comisión de investigación absolvió a Mitchell en mayo de 2008, las repercusiones en su imagen se hicieron notar. Asimismo, el comienzo de la crisis financiera global a finales de 2007 tuvo un impacto significativo en Granada, comenzando a debilitar la legitimidad del discurso económico triunfalista del oficialismo. El opositor Congreso Nacional Democrático (NDC), liderado por Tillman Thomas, centró su campaña en la transparencia institucional y en diferentes prioridades para dar al gasto público. A diferencia de anteriores comicios considerablemente multipartidistas, el único tercer partido que disputó las elecciones fue una coalición entre el Partido Laborista Unido de Granada (GULP) y el Movimiento Laborista Popular (PLM), que compitió como Plataforma Laborista Unida, y tres candidatos independientes.
Tanto el NNP como el NDC se acusaron mutuamente de perpetrar actos de violencia. Los candidatos se quejaron de haber recibido amenazas de muerte o de haber sido acosados. Los grupos de observación internacional enviados por la CARICOM y la OEA elogiaron las elecciones, resaltando una gran cantidad de mejoras en su administración respecto a los anteriores comicios, aunque cuestionaron el ambiente volátil y polarizado de la campaña. La controvertida judicialización por parte del NNP (en última instancia fallida) de la candidatura del postulante del NDC en la Ciudad de Saint George, Peter David, fue uno de los principales focos de controversia durante los comicios.
Fortalecido por la unidad del voto opositor, el NDC obtuvo la victoria con un 51,17% de los votos contra el 47,96% del NNP. Si bien el voto popular fue casi igual de ajustado que en las anteriores elecciones, el NDC logró ganar once de las quince circunscripciones y obtuvo una mayoría absoluta de dos tercios de la Cámara, infligiendo al NNP una dura derrota. Aunque perdió el gobierno, el NNP ganó los cuatro escaños restantes y Mitchell retuvo su circunscripción por aplastante diferencia, convirtiéndose en líder de la Oposición. La Plataforma Laborista Unida obtuvo solo un 0,84% de los votos y ninguno de sus candidatos logró siquiera superar el 12,5% de los votos requerido para conservar su depósito. La participación aumentó drásticamente, a un 79,31% de los votantes registrados, la más alta desde 1984.
El mismo 9 de julio, tan pronto como la victoria del NDC fue confirmada como irreversible, Thomas fue juramentado como primer ministro de Granada, poniendo fin a trece años de gobierno del NNP. El nuevo Parlamento de Granada celebró su primera reunión el 20 de agosto de 2008.

## Antecedentes
Las elecciones generales de 2008 resultaron en un ajustado triunfo para el Nuevo Partido Nacional, liderado por el primer ministro Keith Mitchell, que retuvo una mayoría de 8 de los 15 escaños parlamentarios contra 7 del Congreso Nacional Democrático, liderado por Tillman Thomas. Se trató de las elecciones más estrechas en la historia de Granada, definiéndose a favor del NNP por un margen de solo seis votos exactos sobre el NDC en la circunscripción de Carriacou y Pequeña Martinica. Aunque reconoció el resultado (pese a una impugnación judicial en contra de los recuentos en las circunscripciones más disputadas) y accedió a asumir como líder de la Oposición en la Cámara de Representantes, Thomas cuestionó el desempeño de las autoridades electorales y afirmó que la gestión del proceso había tenido serias deficiencias. Mitchell reconoció los errores en la administración de los comicios y negoció con Thomas una serie de reformas para reformar el proceso de registro electoral y agilizar la gestión de la jornada de cara a las próximas elecciones. Las negociaciones relativamente fluidas entre Mitchell y Thomas contravinieron las predicciones grupos vinculados al NDC, que esperaban un inminente colapso del frágil gobierno del NNP y la convocatoria a elecciones anticipadas en cuestión de meses.
Aunque el período subsiguiente vio una relativa recuperación de la estabilidad económica respecto a los reveses financieros sufridos por el gobierno antes de las elecciones anteriores (claves para el ascenso electoral del NDC), el tercer mandato de Mitchell estuvo marcado por crecientes acusaciones de corrupción en su entorno, la mayoría de las cuales se remontaban a la posible financiación indebida por parte del oficialismo en sus anteriores campañas electorales. Existía una percepción generalizada de que los beneficios generados por las políticas económicas del NNP no se traducían en un aumento del bienestar general de la población, mientras que se expresaban críticas generalizadas hacia los crecientes escándalos y la denunciada falta de transparencia en las comunicaciones por parte del ejecutivo de Mitchell. En última instancia, aunque Mitchell defendía su historial de conservadurismo fiscal y el éxito de su gestión, el final del año 2007 vio el comienzo de la crisis financiera global que terminaría repercutiendo gravemente en la economía granadina, impactando industrias clave como el turismo y provocando un aumento del desempleo. Para 2008, la posición del gobierno de Mitchell se había debilitado considerablemente.
Entre 2006 y 2008, el clima político del Caribe anglófono comenzó a agitarse debido al deterioro de la situación económica y en esos dos años varios países de la región (Santa Lucía, Bahamas, Jamaica, Barbados y Belice) celebraron elecciones en las que el partido gobernante (en algunos casos en el poder desde hacía más de una década) resultó derrotado. Frente a esta situación, se comenzó a especular sobre la posibilidad de que en Granada ocurriera lo mismo, anticipándose que las venideras elecciones representarían un serio desafío para el NNP.

## Sistema electoral
| Mapa                    | Circunscripción               | Parlamentarios (2003) | Parlamentarios (2003) | Parlamentarios (2003) |
| ----------------------- | ----------------------------- | --------------------- | --------------------- | --------------------- |
|                         | Carriacou y Pequeña Martinica | Elvin G. Nimrod       |                       | NNP                   |
| Saint Andrew North East | Roland Bhola                  |                       | NNP                   |                       |
| Saint Andrew North West | Yolande Bain-Hordsford        |                       | NNP                   |                       |
| Saint Andrew South East | Kenrick Fullerton             |                       | NDC                   |                       |
| Saint Andrew South West | Alleyne Walker                |                       | NDC                   |                       |
| Saint David             | Michael D. Lett               |                       | NDC                   |                       |
| Ciudad de Saint George  | Peter C. David                |                       | NDC                   |                       |
| Saint George North East | Nazim Burke                   |                       | NDC                   |                       |
| Saint George North West | Keith Mitchell                |                       | NNP                   |                       |
| Saint George South      | Glynis Roberts                |                       | NDC                   |                       |
| Saint George South East | Gregory Clarence Bowen        |                       | NNP                   |                       |
| Saint John              | Claris C. T. Charles          |                       | NNP                   |                       |
| Saint Mark              | Clarice Modeste-Curwen        |                       | NNP                   |                       |
| Saint Patrick East      | Tillman Thomas                |                       | NDC                   |                       |
| Saint Patrick West      | Anthony Boatswain             |                       | NNP                   |                       |

Los comicios se realizaron bajo el texto constitucional instaurado en 1974 y la Ley de Elecciones para la Cámara de Representantes de 1958. Bajo las disposiciones vigentes, Granada era una monarquía parlamentaria en el marco de la Mancomunidad de Naciones, con Isabel II como jefa de estado representada localmente por un Gobernador General, mientras que la jefatura de gobierno residía en un primer ministro y su gabinete dependientes de la confianza del Parlamento. El sistema parlamentario granadino estaba modelado en torno al sistema Westminster, compuesto por una Cámara de Representantes elegida por voto popular y un Senado designado con base en la composición de la Cámara. Las elecciones generales se realizarían cada cinco años, aunque el Parlamento podía ser disuelto para convocar a elecciones anticipadas antes del final del mandato.
Todos los ciudadanos de la Mancomunidad de Naciones con residencia permanente en Granada que fueran mayores de dieciocho años tendrían derecho a voto. El sistema electoral para las elecciones a la Cámara de Representantes sería el escrutinio mayoritario uninominal. El país estaba dividido en quince circunscripciones, cada una de las cuales estaría representada por un miembro del Parlamento elegido a simple mayoría de votos. Todos los electores calificados con domicilio o residencia en el país o residencia durante al menos doce meses inmediatamente antes de la votación y que supieran leer y hablar en inglés con fluidez tendrían derecho a presentarse como candidatos. Quedarían excluidos los que tuvieran una quiebra no liquidada, debieran lealtad a un estado extranjero, fueran declarados mentalmente insanos o pesara sobre ellos una sentencia de muerte o prisión superior a un año, así como determinados funcionarios del gobierno. El potencial candidato debía presentar el aval de seis electores registrados en su circunscripción y un depósito monetario de EC$300. Si el candidato obtenía menos del 12,5% de los votos, el depósito sería entregado al Estado.
El partido político que obtuviera una mayoría en la Cámara de Representantes o lograse reunir los respaldos para gozar de la confianza del cuerpo tendría derecho a formar gobierno, y su líder sería nombrado primer ministro. Al líder del partido con más escaños que no formara parte del gobierno le correspondería el cargo de líder de la Oposición. El Senado sería designado por el Gobernador General después de las elecciones. Se designarían siete senadores nombrados por consejo del primer ministro, tres por consejo del líder de la Oposición y tres independientes por consejo del primer ministro después de haber consultado con grupos de la sociedad.

## Partidos y candidaturas
La nominación de candidatos tuvo lugar el 18 de junio de 2008, dos semanas después de la disolución del Parlamento, con 45 nominaciones exitosas. Se evidenció un drástico descenso en la postulación de candidatos respecto a comicios anteriores, resultando en la elección con menor cantidad de candidatos desde 1976. El Nuevo Partido Nacional y el Congreso Nacional Democrático fueron los únicos dos partidos que postularon candidatos en las quince circunscripciones, existiendo tres en las que fueron los únicos dos partidos en disputa: Carriacou y Pequeña Martinica, Saint Andrew South West y Saint Patrick West. La recién creada Plataforma Laborista Unida (una coalición entre el Partido Laborista Unido de Granada y el Movimiento Laborista Popular) presentó doce candidaturas. Hubo asimismo tres candidatos independientes. El foco del día de nominación estaba puesto en la inminente impugnación de la candidatura a la reelección de Peter David (Secretario General del NDC) en la circunscripción de la Ciudad de Saint George. El NNP había presentado numerosas impugnaciones en contra de su elegibilidad para ejercer como parlamentario, argumentando que tenía doble ciudadanía canadiense, petición que fue desestimada hasta cinco veces por el poder judicial. David concurrió a presentar sus documentos de nominación rodeado de partidarios. David declaró ante los medios no haber tenido problemas para presentar sus documentos, pero anticipó una candidatura de contingencia en nombre de Ken Joseph (miembro fundador del NDC) que se postularía como independiente en caso de que las impugnaciones del NNP tuvieran éxito.
| Circunscripción               | NNP                    | NDC                | ULP                 | Independiente    |
| ----------------------------- | ---------------------- | ------------------ | ------------------- | ---------------- |
| Carriacou y Pequeña Martinica | Elvin G. Nimrod        | George W. Prime    |                     |                  |
| Saint Andrew North East       | Emmalin Pierre         | Patrick Simmons    | Garvin Thomas       |                  |
| Saint Andrew North West       | Yolande Bain-Hordsford | Sylvester Quarless |                     |                  |
| Saint Andrew South East       | Roland Bhola           | Ingrid Rush        | Keith Bravboy       | Raleigh Date     |
| Saint Andrew South West       | Delma Thomas           | Alleyne Walker     | Joseph Cyrus        |                  |
| Saint David                   | Devon Rachae           | Michael D. Lett    | Earlyn Francis      |                  |
| Ciudad de Saint George        | Brenda A. Hood         | Peter C. David     | Gillian Lewis       |                  |
| Saint George North East       | Kennedy Roberts        | Nazim Burke        | Martin Edwards      |                  |
| Saint George North West       | Keith Mitchell         | Ingrid Jackson     | Desmond C. Sandy    |                  |
| Saint George South            | Ann-David Antoine      | Glynis Roberts     | Keith David         | Derick Sealy     |
| Saint George South East       | Gregory Bowen          | Ignatiaus K. Hood  | Francis Alexis      |                  |
| Saint John                    | Fitzroy Bedeau         | Michael A. Church  | Collin Francis      | Francis McBurnie |
| Saint Mark                    | Clarice Modeste        | Osbourne James     | Dennis Nedd         |                  |
| Saint Patrick East            | Carl Caton             | Tillman Thomas     | Reynold C. Benjamin |                  |
| Saint Patrick West            | Anthony Boatswain      | Joseph Gilbert     |                     |                  |

## Campaña
La campaña duró desde el Día de la Nominación el 18 de junio hasta el 6 de julio, dos días antes de los comicios. El oficialista Nuevo Partido Nacional, liderado por el primer ministro Keith Mitchell, centró su campaña en resaltar los logros alcanzados durante su mandato y en presentar un diagnóstico optimista de la realidad granadina. El partido lanzó su manifiesto el 25 de junio en una ceremonia celebrada en el Centro de Comercio de Saint George. El documento, titulado «Grenada, You First» (del inglés: «Granada, Tú Primero»), el NNP prometió continuar con el desarrollo de servicios sociales, como la educación y la atención médica, y enfatizó su compromiso con la creación de oportunidades económicas para todos los ciudadanos. Mitchell llegó a prometer la creación de 4.000 nuevos puestos de trabajo y un crecimiento sostenido de cuatro puntos de la economía, así como reducir el coste de la vida mediante la abolición de los impuestos sobre productos básicos como los alimentos y los libros de texto. También se comprometió a construir y reparar 1.000 viviendas al año y a ofrecer un programa de viviendas para personas de bajos ingresos a 5.000 familias durante los próximos cinco años. Otras medidas propuestas incluían la lucha contra la corrupción de cuello blanco mediante el establecimiento de una unidad especial anticorrupción dentro de la fuerza policial. A pesar de los desafíos significativos, incluidos los desastres naturales que interrumpieron diversos proyectos, el partido argumentó que había mantenido la estabilidad y la paz en el país. En su discurso, el NNP adoptó un tono de confianza, posicionándose como un gobierno experimentado y capaz, en contraste con la oposición, a la que describió como inadecuada para enfrentar las complejidades de la gobernanza moderna. Este enfoque buscó reforzar la idea de que la continuidad en el liderazgo era esencial para el progreso de Granada.
Por su parte, el opositor Congreso Nacional Democrático, liderado por Tillman Thomas, concurrió a las elecciones con un discurso duramente crítico con situación en Grenada bajo el gobierno del NNP, al que acusó de haber llevado al país a una crisis de desorden institucional y descontento social, así como la necesidad de impulsar un cambio político como única forma de revertir esta situación. La campaña del NDC tuvo varios lemas, como siendo «Vote al NDC por amor a la Patria» y «Vote al NDC en el Día de la Liberación» fueron los más comunes. En su manifiesto, lazando el 22 de junio y titulado «Winds of Change» (del inglés: «Vientos de Cambio») el NDC prometió un enfoque renovado hacia el desarrollo económico y social, destacando la necesidad de mejorar la calidad de vida de los ciudadanos mediante la reducción del costo de vida, la mejora de la vivienda, la atención sanitaria y la educación. Además, se comprometió a fortalecer la familia, empoderar a las mujeres y los jóvenes, y promover la inclusión social. El partido anunció su intención de eliminar el impuesto de 3% para la reconstrucción posterior al Huracán Iván, que todavía estaba en vigencia después de cuatro años del desastre. El NDC criticó al gobierno del NNP por no cumplir con las condiciones para recibir ayuda financiera en virtud del Servicio para el Crecimiento y la Reducción de la Pobreza (PRGF) del Fondo Monetario Internacional (FMI). En 2006, el país había recibido 1,6 millones de dólares de los 16 millones de dólares que le correspondían antes de que se suspendiera el programa. El NDC criticó las políticas del NNP como un «ajuste estructural encubierto», acusando al FMI de haber empleado el PRGF como una reformulación de los programas de ajuste ante la impopularidad del término, y declaró no tener la intención de continuar con dicha política si ganaba las elecciones.
La campaña de la Plataforma Laborista Unida, coalición entre el GULP y el PLM y único tercer partido en contienda, centró su discurso en intentar infructuosamente contrarrestar la creciente polarización entre el NNP y el NDC. En su manifiesto, titulado «Look for the Star» (del inglés: «Busca la Estrella»), la ULP criticó la gestión del gobierno del NNP, señalando que había exacerbado las dificultades económicas y sociales que enfrentaban los ciudadanos, especialmente los más vulnerables. Las principales promesas de la ULP incluyeron la implementación de un Plan de Reforma Constitucional para fortalecer la democracia y los derechos humanos, así como un Plan de Reducción de Tasas Portuarias para aliviar el costo de vida. Además, se comprometió a revitalizar los sectores productivos mediante el aprovechamiento de los recursos de petróleo y gas, y a crear empleos a través de un Plan Nacional de Servicio Juvenil. El tono general del discurso del ULP fue de esperanza y determinación, presentándose como una alternativa que podría ser viable no solo frente al NNP, sino también al NDC. Sin embargo, el bloque laborista enfrentó duras deserciones en el período previo a las elecciones, destacando al exlíder de la Oposición Michael Baptiste, que declaró su intención de reconstruir al GULP después de las elecciones pero se desentendió de la ULP, llamando a votar por el NDC para evitar un nuevo triunfo de Mitchell.
El período de campaña se consideró tenso y estuvo marcado por episodios esporádicos de violencia, con acusaciones mutuas entre los partidos políticos de intimidación, daños a la propiedad y destrucción de material proselitista ajeno. Asimismo, observadores y periodistas reportaron un discurso polarizante y agresivo que dominó la retórica de los dos partidos principales, y que estos cruces constantes fueron mucho más trascendentes que las propuestas concretas por parte de los candidatos. Tanto el NNP como el NDC se acusaron mutuamente de perpetrar actos de violencia. Los candidatos se quejaron de haber recibido amenazas de muerte o de haber sido acosados. El Grupo Interinstitucional de Organizaciones para el Desarrollo (IAGDO), organización paraguas que aglutinaba a las principales ONG de Granada, impulsó la firma de un código de conducta por parte de los partidos políticos para impedir enfrentamientos violentos. Sin embargo, el NNP boicoteó la firma, afirmando que la entidad tenía un sesgo a favor de la oposición. A pesar de las continuas críticas a los procedimientos de la IAGDO, el NNP accedió a firmar el documento el 29 de junio, luego de una fuerte presión.

## Observación internacional
La discusión sobre las misiones de observación electoral invitadas para los comicios estuvo marcada por conflictos entre el NNP y el NDC. La Organización de Estados Americanos coordinó una Misión de Observación Electoral que contó con el respaldo de observadores de Canadá, el Reino Unido, los Estados Unidos y la República Popular China, y anunció el envío de una delegación encabezada por su entonces Secretario General adjunto, el surinamés Albert Ramdin. El 4 de junio, el NDC denunció que Ramdin era un elemento regional vinculado al gobierno del NNP y que no podía ser visto como un observador imparcial, solicitando a la OEA la cancelación de la misión. Sin embargo, la misma transcurrió de todas formas y Ramdin descartó las críticas como «infundadas». La OEA hizo público sus informes preliminares días después de las elecciones, describiendo impresiones «muy positivas» sobre la administración electoral granadina, afirmando que había «relativamente pocas áreas en las que se consideraba que el proceso electoral en Granada podía mejorarse». Entre las pocas puntualizaciones realizadas, la Misión recomendó que se elaborara lo antes posible un censo electoral más preciso, que todos los partidos políticos y la sociedad civil colaboraran para acordar la conducta que se debía seguir durante las campañas electorales para evitar la polarización excesiva, y señaló que un acuerdo entre partidos sobre financiación de las campañas y acceso a los medios de comunicación sería útil para promover la transparencia y la rendición de cuentas.
La Comunidad del Caribe desplegó también una misión de observación más modesta entre el 4 y el 8 de julio, aunque pudo desplegar un equipo en todas las circunscripciones excepto Carriacou y Pequeña Martinica. La misión fue presidida por Versil Charles-Wright, directora adjunta de la Oficina Electoral de Trinidad y Tobago. La delegación se reunió con representantes de las tres fuerzas políticas en disputa y colaboró estrechamente con la misión de la OEA. Después de los comicios, la CARICOM hizo público su informe preliminar, afirmando que su visión era que el resultado electoral «refleja creíblemente la voluntad del pueblo de Granada», y consideraron que la mayor parte de la administración por parte de las autoridades electorales fue eficiente, con infracciones menores que «no afectaron en mayor medida el proceso».

## Resultados

### Nivel general
Los comicios resultaron en una sorprendente victoria para el opositor Congreso Nacional Democrático, que logró el 51,17% de los votos válidamente emitidos contra el 47,96% del oficialista Nuevo Partido Nacional. El NDC logró imponerse en once de las quince circunscripciones electorales, logrando de este modo una mayoría absoluta de 11 sobre 15 escaños parlamentarios y garantizando la juramentación de su líder, Tillman Thomas, como primer ministro de Granada. El resultado permanece hasta la fecha como el segundo mejor voto popular para el NDC, así como su mayoría más amplia en término de escaños. El NDC logró retener la totalidad de los escaños que había ganado en 2003 y sumar otros cuatro. Al igual que en anteriores comicios, sus principales apoyos estuvieron concentrados en el sur de la isla principal. Sin embargo, los guarismos mostraron la permanencia de un electorado profundamente bipartidista y en la gran mayoría de las circunscripciones el ganador se impuso por un margen moderadamente alto. El mejor resultado electoral del NDC fue en la circunscripción de Saint George North East, donde Nazim Burke fue reelegido con un 61,92%. Su desempeño fue en la vecina Saint George North West, circunscripción del primer ministro saliente Keith Mitchell, donde Ingrid Jackson obtuvo solo el 18,89% de los votos (lo que de todas formas se mantiene como el segundo mejor desempeño del partido en el distrito, después de 2022). El triunfo más estrecho para el NDC fue en Saint Andrew South East, donde Patrick Simmons derrotó a Emmalin Pierre por tan solo 30 votos. Por su parte, el propio Tillman Thomas fue el segundo parlamentario del NDC elegido por un margen ajustado al retener Saint Patrick East por tan solo 104 votos (menos de cuatro puntos de diferencia), lo que permanece hasta la fecha como la victoria más ajustada para un primer ministro electo en su circunscripción.
Por su parte, el NNP sufrió su primera derrota electoral desde 1990 y el resultado permanece como su segundo peor desempeño en escaños fuera de la mencionada elección. A pesar de que el NNP de hecho obtuvo un mayor número de votos absolutos y un porcentaje de votos válidos ligeramente mayor respecto a los anteriores comicios (47,96% sobre el 47,77% de 2003), el carácter polarizado de la elección y la ausencia de terceros partidos fuertes le costó estrechas derrotas en su base de apoyo en el norte del país. La amplitud de la derrota provocó que ministros del gabinete y figuras de peso del partido perdieran sus escaños, destacando la derrota del vice primer ministro Gregory Bowen a manos del pastor Karl Hood (del NDC) en Saint George South East. El NNP logró retener tan solo cuatro circunscripciones: Saint George North West (la circunscripción de Keith Mitchell, donde este retuvo el escaño con un 80,55 % de los votos) y Saint Mark (donde Clarice Modeste revalidó su mandato por tercera vez con un 62,68 %) consolidaron su posición como los principales bastiones del NNP (los únicos dos donde no había sufrido una sola derrota desde 1984, mientras que sus otros dos triunfos fueron en Carriacou y Pequeña Martinica (en la cual había isdo derrotado al punto de perder su depósito en 1990 y 1995), donde Elvin Nimrod fue ampliamente reelecto con más de ocho puntos de diferencia sobre George Prime (del NDC), y en Saint Andrew North East, la única circunscripción que había perdido en 1984 y donde Roland Bhola retuvo el escaño para el NNP por tan solo 24 votos sobre Ingrid Rush (del NDC), el resultado más ajustado de la jornada. El porcentaje más bajo para el NNP fue en Saint George North East, donde Kennedy Roberts obtuvo un 37,58 %.
La elección marcó el colapso definitivo de los terceros partidos ante la consolidación del sistema bipartidista entre el NNP y el NDC, provocada por la fáctica desaparición del laborismo granadino (que había sido una fuerza importante en cada elección desde la instauración del sufragio universal en 1951). Afectada por la polarización y las deserciones de miembros para apoyar al NDC en contra del NNP, la Plataforma Laborista Unida encabezada por Francis Alexis salió diezmada y obtuvo solo 478 votos en todo el país, representando un 0,84% de los votos. El propio Alexis obtuvo solo el 2,02 % en Saint George South East, circunscripción que había disputado desde 1984, y por única vez en toda su carrera no logró al menos asegurar el 12,5 % de votos necesarios para retener su depósito. Todos los demás candidatos también lo perdieron. El Movimiento Laborista Popular desaparecería poco después de las elecciones, mientras que el Partido Laborista Unido de Granada no volvería a disputar una elección hasta 2022, convirtiendo esta en la última vez que un partido que no fuera el NDC o el NNP disputó suficientes escaños para aspirar a una mayoría absoluta. Los otros dos candidatos, los independientes Raleigh Date y Derick Sealy, así como Francis McBurnie (del partido GOD pero disputando como independiente) lograron solo 5, 4 y 3 votos respectivamente. La participación electoral (que había estado en general a la baja desde la restauración de la democracia) aumentó de manera sustancial, a un 79,31 % del electorado registrado.
|  | 51.17 % |

|  | 47.96 % |

|  | 0.84 % |

|  | 0.02 % |

|  | 99.61 % |

|  | 0.39 % |

|  | 100.00 % |

|  | 79.31 % |

### Resultados por circunscripción
|  | 54.28 % |

|  | 45.72 % |

|  | 100.00 % |

|  | 81.76 % |

|  | 50.25 % |

|  | 49.32 % |

|  | 0.43 % |

|  | 100.00 % |

|  | 78.13 % |

|  | 54.85 % |

|  | 45.15 % |

|  | 100.00 % |

|  | 79.56 % |

|  | 50.06 % |

|  | 49.10 % |

|  | 0.43 % |

|  | 0.14 % |

|  | 100.00 % |

|  | 81.05 % |

|  | 54.08 % |

|  | 45.34 % |

|  | 0.58 % |

|  | 100.00 % |

|  | 82.59 % |

|  | 56.14 % |

|  | 43.14 % |

|  | 0.72 % |

|  | 100.00 % |

|  | 79.77 % |

|  | 55.36 % |

|  | 44.14 % |

|  | 0.31 % |

|  | 100.00 % |

|  | 75.59 % |

|  | 61.92 % |

|  | 37.58 % |

|  | 0.50 % |

|  | 100.00 % |

|  | 77.58 % |

|  | 80.55 % |

|  | 18.89 % |

|  | 0.57 % |

|  | 100.00 % |

|  | 76.79 % |

|  | 52.64 % |

|  | 45.34 % |

|  | 2.02 % |

|  | 100.00 % |

|  | 79.78 % |

|  | 55.31 % |

|  | 42.59 % |

|  | 2.03 % |

|  | 0.07 % |

|  | 100.00 % |

|  | 74.78 % |

|  | 52.29 % |

|  | 45.77 % |

|  | 1.88 % |

|  | 0.07 % |

|  | 100.00 % |

|  | 79.75 % |

|  | 62.68 % |

|  | 36.32 % |

|  | 1.88 % |

|  | 100.00 % |

|  | 78.71 % |

|  | 51.40 % |

|  | 47.67 % |

|  | 0.93 % |

|  | 100.00 % |

|  | 79.90 % |

|  | 54.26 % |

|  | 45.74 % |

|  | 100.00 % |

|  | 82.83 % |

## Consecuencias
Mitchell reconoció la derrota la noche de las elecciones, declarando que Granada había votado por un cambio, y telefoneó a Thomas para felicitarlo por su victoria. Thomas sucedió a Mitchell como primer ministro de Granada el 9 de julio, siendo juramentado en el Grenada Trade Centre en Grand Anse, Saint George, por el Gobernador General Daniel Williams. Thomas se comprometió con «una política de inclusión» y un gobierno de «apertura y transparencia». El gabinete de Thomas, compuesto por diecisiete miembros, fue juramentado en el Estadio Nacional el 13 de julio. Además de ser primer ministro, Thomas asumió las carteras de Asuntos Jurídicos, Seguridad Nacional, Información y Administración Pública. Dos miembros de organizaciones no gubernamentales que no estaban afiliadas al NDC fueron incluidos en el gabinete: Franka Bernadine como Ministra de Educación y Recursos Humanos, y Jimmy Bristol como Fiscal General.